# テトロール酸
テトロール酸 (2-ブチン酸)は、化学式CH3-C≡C-CO2Hで表される短鎖不飽和カルボン酸の一種である。

## 歴史
初めてテトロール酸を合成したのはドイツの化学者ヨハン・ゲオルク・アントン・ゴイターで、1871年にアセト酢酸エチルの誘導体の研究の一部であったと考えられている。

## 製造
産業的には、プロピンを強塩基で処理してアセチリドを形成し、さらに二酸化炭素を反応させることにより製造される。
この場合の強塩基には、n-ブチルリチウムやナトリウムアミドが使用される。

## 性質
水やエタノールなどの極性溶媒に非常に溶けやすく、ヘプタンやトルエンなど非極性溶媒では再結晶することがある。この化合物は白色の結晶性固体で、2つの多形結晶形態で存在する。